# Ehrenblattspange der Deutschen Luftwaffe
Ehrenblattspange der Deutschen Luftwaffe var en tysk militär tapperhetsutmärkelse för flygvapnet (Luftwaffe) som kunde utdelas för modiga handlingar genomförda under strid. Utmärkelsen instiftades tidigt 1943 och bestod inledningsvis endast av en skriftlig not i en speciell "liggare" eller "rulla" (den så kallade Ehrenliste der Deutschen Luftwaffe) där dessa utmärkelser officiellt dokumenterades. Namnen på mottagarna tillkännagavs även i den för hela krigsmakten dagligt utgivna så kallade Wehrmachtsbericht . Som tillägg instiftades också ett särskilt utmärkelsetecken den 5 augusti 1944 som bestod av ett spänne (=spange) i guldfärgad metall som anbringades på det befintliga bandet för järnkorset av andra klassen, vanligtvis i uniformens andra knapphål (se artikel).
Utmärkelsen kunde endast delas ut om mottagaren redan innehade det tyska järnkorset av både andra och första klass (Eisernes Kreuz 2. & 1. klasse). I nivå låg Ehrenblattspange der Deutschen Luftwaffe mellan järnkorset av första klassen och det tyska korset i guld (Kriegsorden des Deutsches Kreuz in Gold). Totalt utdelades denna utmärkelse troligen till mer än 30 000 förtjänta soldater i Luftwaffe intill krigsslutet. 
Luftwaffe och Kriegsmarine följde arméns exempel avseende denna utmärkelse. Armén, Heer, instiftade denna utmärkelse ursprungligen i juli 1941 kompletterat med instiftan av ett särskilt tecken (Ehrenblattspange des Deutschen Heeres) den 30 januari 1944. Marinen, Kriegsmarine, instiftade utmärkelsen i februari 1943 kompletterat med ett eget tecken (Ehrentafelspange der Deutschen Kriegsmarine) den 13 maj 1944.